# Fort Lee (New Jersey)
Fort Lee is een plaats (borough) in de Amerikaanse staat New Jersey, en valt bestuurlijk gezien onder Bergen County. In 1776 vond hier de Slag bij Fort Lee plaats tijdens de Amerikaanse Onafhankelijkheidsoorlog.
In het begin van de twintigste eeuw was Fort Lee het centrum van de Amerikaanse filmindustrie

## Demografie
Bij de volkstelling in 2000 werd het aantal inwoners vastgesteld op 35.461.
In 2006 is het aantal inwoners door het United States Census Bureau geschat op 37.008, een stijging van 1547 (4.4%).

## Geografie
Volgens het United States Census Bureau beslaat de plaats een oppervlakte van
7,5 km², waarvan 6,6 km² land en 0,9 km² water.

## Plaatsen in de nabije omgeving
De onderstaande figuur toont nabijgelegen plaatsen in een straal van 4 km rond Fort Lee.